# Oceanografie
Oceanografie, oceanologie  of zeekunde is de aardwetenschap die de fysieke en biologische eigenschappen en verschijnselen van de oceanen bestudeert. Het is een wetenschapstak die een breed scala aan onderwerpen omvat, waaronder de dynamiek van mariene ecosystemen, oceaanstromingen, golven en geofysische vloeistofdynamica, platentektoniek aan de zeebodem, en de chemische samenstelling en fysieke eigenschappen van de oceaan. Deze verschillende onderwerpen weerspiegelen meerdere disciplines die oceanografen combineren om begrip te krijgen van hoe de oceaan werkt en verandert. Paleo-oceanografie bestudeert de geschiedenis van de oceanen in het geologische verleden. Waar oceanografie meer beschrijvend zou moeten zijn en oceanologie meer verklarend, worden deze begrippen in Nederland door elkaar gebruikt, waarbij de eerste term bekender is in de wetenschap en de tweede meer in technische kringen.

## Vakgebieden
De oceanografie is onderverdeeld in vier subdisciplines:
- Biologische oceanografie, ook wel mariene biologie, bestudeert de interactie van levensvormen en levensverschijnselen met de oceaan. Daarbij gaat men uit van de fysische, chemische en geologische invalshoeken.
- Chemische oceanografie bestudeert de interactie van de chemische elementen die in de oceanen voorkomen.
- Geologische oceanografie bestudeert de geologie van de zeebodems, waarin wordt ingegaan op platentektoniek.
- Fysische oceanografie bestudeert uitsluitend de natuurkundige eigenschappen van de oceanen, zoals zeestromen, de rol van de oceanen voor het klimaat en klimaatverandering, de interactie met de atmosfeer, zeespiegelstijging, getijden en golven.

## Oceaanverzuring
Oceanografen hebben vastgesteld dat de pH-waarde van de oceaan afneemt als gevolg van menselijke activiteit. Het koolstofdioxidegehalte in de atmosfeer is gestaag toegenomen. Zeewater is licht basisch en had voor de industrialisatie van 1800 een pH van circa 8,2. Ongeveer 30 tot 40% van deze koolstofdioxide wordt geabsorbeerd door de oceanen waarbij koolzuur wordt gevormd en de pH (nu lager dan 8,1) afneemt en de oceaan dus verzuurt.
Het huidige tempo van de veranderende zuurgraad van de oceanen is ongekend in de geologische geschiedenis van de aarde, waardoor het onduidelijk is hoe mariene ecosystemen zich hier in de toekomst aan zullen aanpassen. Van bijzonder belang is de combinatie van verzuring met de verwachte hogere temperaturen en lagere zuurstofniveaus in de oceaan.

## Zeestromen
Sinds de eerste expedities van de oceanografie was het van groot belang om kennis te hebben van zeestromen. De getijden, het Coriolis-effect, veranderingen in richting en sterkte van wind, zoutgehalte en temperatuur zijn de belangrijkste factoren die de zeestromen bepalen. De thermohaliene circulatie (THC) verbindt 4 van de 5 oceanen op aarde en is in de eerste plaats afhankelijk van de dichtheid van het zeewater. Zeestromen als de Noord-Atlantische Drift zijn oppervlaktestromen die door de wind worden aangedreven.